# Jason Moore
Jason Moore est un réalisateur et producteur américain né le 22 octobre 1970 à Fayetteville (Arkansas).

## Filmographie

### Réalisateur
- 2001 - 2002 : Dawson, 3 épisodes
- 2002 - 2004 : Everwood, 3 épisodes
- 2003 : Les Frères Scott, 1 épisode
- 2007 : Brothers and Sisters, 1 épisode
- 2012 : The Hit Girls

Il est également réalisateur du clip de Cups, reprise d'une chanson interprétée par Anna Kendrick pour le film et qui cumule plus de 700 millions de vues sur YouTube
- 2013 - 2014 : Trophy Wife, 3 épisodes
- 2015 : Sisters
- 2022 : Shotgun Wedding

### Autres postes
- 2015 : Pitch Perfect 2, producteur délégué